# Scandal (musikgrupp)
Scandal (japanska: スキャンダル) är ett japanskt rockband från Osaka bildat år 2006. Gruppen består av de fyra medlemmarna Tomomi Ogawa, Haruna Ono, Rina Suzuki och Mami Sasazaki.

## Historik
Scandal släppte 2008 sitt första album på ett större skivbolag och har sedan dess turnerat i Asien, Europa och Nordamerika samt gjort musik till flera japanska anime-serier, filmer och TV-program.
2016 släppte bandet dokumentären Hello World, inspelad under världsturnén med samma namn.

## Medlemmar
| Namn          | Namn       | Födelsedatum    |
| Romanisering  | Japanska   | Födelsedatum    |
| ------------- | ---------- | --------------- |
| Haruna Ono    | 小野春菜   | 10 augusti 1988 |
| Mami Sasazaki | 笹崎まみ   | 21 maj 1990     |
| Tomomi Ogawa  | 小川ともみ | 31 maj 1990     |
| Rina Suzuki   | 鈴木理菜   | 21 augusti 1991 |

## Diskografi

### Studiolbum
| Datum       | Albumtitel                           | Topplacering   |
| Datum       | Albumtitel                           | Japan (Oricon) |
| ----------- | ------------------------------------ | -------------- |
| 21 okt 2009 | Best Scandal                         | 5              |
| 11 aug 2010 | Temptation Box                       | 3              |
| 10 aug 2011 | Baby Action                          | 4              |
| 26 sep 2012 | Queens Are Trumps: Kirifuda wa Queen | 4              |
| 2 okt 2013  | Standard                             | 3              |
| 3 dec 2014  | Hello World                          | 3              |
| 2 mar 2016  | Yellow                               | 2              |
| 14 feb 2018 | Honey                                |                |

### Samlingsalbum
| Datum | Albumtitel                         |
| ----- | ---------------------------------- |
| 2012  | Scandal Show                       |
| 2013  | Encore Show                        |
| 2015  | Greatest Hits - European Selection |
| 2017  | BEST ALBUM『SCANDAL』              |